# Wizardry
Wizardry è una serie di videogiochi di ruolo, pubblicati da Sir-Tech a partire dai primi anni ottanta. Realizzati inizialmente su Apple II, sono stati nel corso degli anni convertiti per altri home computer e console.

## Storia
Wizardry nasce come semplice dungeon crawl, realizzato da Andrew C. Greenberg e Robert Woodhead mentre erano studenti alla Cornell University, e pubblicato dalla statunitense Sir-Tech; i primi cinque capitoli sono stati scritti tramite il linguaggio di programmazione Apple Pascal, una implementazione dell'UCSD Pascal per l'Apple II.
Le prime versioni di questo videogioco hanno conosciuto un certo successo, dato che erano le prime incarnazioni videoludiche dotate di grafica ispirate al gioco di ruolo Dungeons & Dragons. Hidetaka Miyazaki, autore di Demon's Souls e della serie Dark Souls ha citato la serie tra le fonti ispiratrici per la creazione dei suoi titoli.

## Serie numerata
- Wizardry: Proving Grounds of the Mad Overlord (1981)
- Wizardry II: The Knight of Diamonds (1982)
- Wizardry III: Legacy of Llylgamyn (1983)
- Wizardry IV: The Return of Werdna (1986)
- Wizardry V: Heart of the Maelstrom (1988)
- Wizardry VI: Bane of the Cosmic Forge (1990)
- Wizardry VII: Crusaders of the Dark Savant (1992) (in seguito ripubblicato come Wizardry Gold nel 1996)
- Nemesis: The Wizardry Adventure (1996)
- Wizardry 8 (2001)

## Raccolte
- Wizardry Trilogy (1987) - i primi tre giochi. Pubblicata per Apple II e C64.
- Wizardry Trilogy 2 (1994) - compilation di Wizardry V, VI e VII. Pubblicata per DOS.
- Wizardry: Llylgamyn Saga (1997) - remake migliorato dei primi tre capitoli, per PlayStation, Sega Saturn e Windows.
- The Ultimate Wizardry Archives (1998) - compilation dei primi sette capitoli, per Windows e DOS.

## In Giappone
In Giappone il gioco ha ottenuto un ottimo successo, tanto che sono stati realizzati molti spin-off e capitoli per console mai importati in occidente.
- Wizardry: Proving Grounds of the Mad Overlord (MZ-2500, X1/turbo, FM-7, FM-77, PC-8801, PC-9801, MSX2, NES, Game Boy Color, WonderSwan Color, telefoni cellulari, C64/C128)
- Wizardry II: The Knight of Diamonds (MZ-2500, X1/turbo, FM-7, FM-77, PC-8801, PC-9801, MSX2, NES, Game Boy Color, C64)
- Wizardry I & II (PC Engine)
- Wizardry III: Legacy of Llylgamyn (X1/turbo, FM-7, FM-77, PC-8801, PC-9801, MSX2, Famicom, Game Boy Color, C64)
- Wizardry IV: The Return of Werdna (X1/turbo, FM-7, FM-77, PC-8801, PC-9801)
- Wizardry III & IV (PC Engine)
- Wizardry V: Heart of the Maelstrom (FM Towns, PC-8801, PC-9801, SNES, PC Engine, C64)
- Wizardry VI: Bane of the Cosmic Forge (FM Towns, PC-9801, 98note, J-3100, SNES)
- Wizardry VI & VII (Sega Saturn)
- Wizardry VII: Crusaders of the Dark Savant (PC-9801, PC-9821, PlayStation)
- Wizardry Gaiden: Suffering of the Queen (Game Boy, 1991)
- Wizardry Gaiden 2: Curse of the Ancient Emperor (Game Boy, 1992)
- Wizardry Gaiden 3: Scripture of the Dark (Game Boy, 1993)
- Wizardry Gaiden 4: Throb of the Demon's Heart (SNES, 1996)
- Wizardry Nemesis (Microsoft Windows, Sega Saturn, 1996)
- Wizardry: Llylgamyn Saga (Microsoft Windows, PlayStation, Sega Saturn, 2000)
- Wizardry: New Age of Llylgamyn (Microsoft Windows, PlayStation, 2000)
- Wizardry: Dimguil (PlayStation, 2000)
- Wizardry Empire (PlayStation, Game Boy Color, 2000)
- Wizardy Empire II: Fukkatsu no Tsue (PlayStation, Game Boy Color, 2002)
- Wizardry Empire III (PlayStation 2, 2003)
- Wizardry Chronicle (Microsoft Windows)
- Wizardry Summoner (Game Boy Advance, 2001) pubblicato da Natsume
- Busin: Wizardry Alternative (Wizardry: Tale of the Forsaken Land in North America) (PlayStation 2, 2001)
- Busin 0: Wizardry Alternative Neo (PlayStation 2)
- Wizardry Traditional (telefoni cellulari)
- Wizardry Traditional 2 (telefoni cellulari)
- Wizardry Xth Academy of Frontier (PlayStation 2, 2005)
- Wizardry Asterisk: Hiiro no Fuuin (Nintendo DS, 2005)
- Wizardry Gaiden: Prisoners of the Battles (PlayStation 2, 2005)
- Wizardry Summoner (PlayStation 2, 2005)
- Wizardry Xth2 UNLIMITED STUDENT (PlayStation 2, 2006)
- Wizardry Empire III: Haoh no Keifu (PSP, 2007)
- Wizardry: The Five Ordeals (Steam, 2021 e Switch, 2025)
- Wizardry Variants: Daphne (Android, IOS e PC, 2024)

## Spin-off
Nel 1996, la serie ricevette il primo (e finora, unico) spin-off sviluppato in Nord America, intitolato Wizardry Nemesis. Vi è un solo personaggio, senza partito di supporto o mostri. Tutti i giocatori usano lo stesso personaggio, senza la possibilità di scegliere classe o attributi. Inoltre, il gioco contiene solo 16 incantesimi, rispetto ai 50 nelle prime quattro avventure. È anche il primo Wizardry in cui il giocatore ha la possibilità di vedere i nemici in anticipo e quindi può decidere se evitarli.
La popolarità di Wizardry in Giappone ha ispirato numerosi sequel, spin-off e la richiesta di porting, con la serie che sopravvive insieme all'originale americano.
A partire dal 2017, in Giappone sono stati rilasciati trentanove diversi spin-off, quattro dei quali hanno avuto successo anche in Nord America: Wizardry: Tale of the Forsaken Land, Wizardry: Labyrinth of Lost Souls, Wizardry Online e Wizrogue: Labyrinth of Wizardry. 
Nel 2021 arriva in accesso anticipato su Steam Wizardry: The Five Ordeals, una versione rimasterizzata dell'omonimo titolo rilasciato nel 2006 esclusivamente in Giappone. Uscirà finalmente dall'accesso anticipato il 26 ottobre 2023. Una versione Switch di The Five Ordeals viene rilasciata in versione digitale a gennaio 2025 e in versione fisica a febbraio dello stesso anno.
Nel 2024 esce Wizardry Variants: Daphne un capitolo free to play su PC e mobile.